# (11715) Harperclark
(11715) Harperclark (1998 HA75) – planetoida z pasa głównego asteroid okrążająca Słońce w ciągu 3,51 lat w średniej odległości 2,31 j.a. Odkryta 21 kwietnia 1998 roku.